# 테니스의 왕자의 에피소드 목록
다음은 테니스의 왕자 에피소드 목록이다.

## 1기
1. 왕자가 나타나다
2. 사무라이 주니어
3. 등장! 세이가쿠 레귤러
4. 독사라고 하는 사람
5. 스네이크 쇼트
6. 난지로 에치젠이라는 사람
7. 2명의 료마
8. 스플리트 스텝
9. 고난의 날
10. 공격! 다시한번 사사베
11. 에치젠 vs 모모시로
12. 시합
13. 남자 복식 경기
14. 제비가 돌아오다!
15. 각자의 싸움
16. 부메랑 뱀
17. 작은 승리 포즈
18. 연애 편지
19. 료마가 다치다
20. 시간 제한
21. 테니스 코트가 불타고 있는가?
22. 카오루의 말썽
23. 등장! 이누이의 주스 디럭스
24. 료마의 휴일
25. 세이가쿠의 가장 강한 남자 1부
26. 세이가쿠의 가장 강한 남자 2부